# Vota la voce 1993
La 21ª edizione di Vota la voce è andata in onda su Canale 5 dal Teatro Romano di Fiesole il 21 settembre del 1993.
Conduttori furono Red Ronnie ed Alba Parietti.
Vincitori dell'edizione furono: Eros Ramazzotti (miglior cantante maschile), Gianna Nannini (miglior cantante femminile), 883 (miglior gruppo), Laura Pausini (miglior rivelazione), Pino Daniele (premio speciale), Vasco Rossi (premio tournée) e 883 (miglior album).

## Cantanti partecipanti
- Raf - Due
- Laura Pausini - La solitudine
- Billy Idol - Shock to the System
- Le Ragazze di Non è la Rai - Affatto deluse
- Eros Ramazzotti - Cose della vita
- Fiorello - Puoi
- Bee Gees - Medley e Paying the Price of Love
- Pino Daniele - Che Dio ti benedica
- Vasco Rossi - Gli spari sopra
- Francesco De Gregori - Il bandito e il campione
- 883 - Nord sud ovest est
- Roberto Vecchioni - Blumùn
- Mietta - Sto senza te
- Biagio Antonacci - Non so più a chi credere
- Riccardo Cocciante - Resta con me
- Gianna Nannini - Tira tira
- Tazenda - Il popolo rock
- Milly Carlucci e Fausto Leali - Che vuoi che sia
- Ligabue - Ho messo via